# Перший національний канал Білоруського радіо
Перший Національний канал Білоруського радіо (біл. Першы Нацыянальны канал Беларускага радыё) — державна радіостанція, яка поширює свою програму по всій Білорусі.

## Про радіостанції
Радіостанція має найвищий рейтинг серед електронних ЗМІ Білорусі. Є партнером радіогазети «Слово».

### Поширення
Передачі ведуться на ультракоротких хвилях і через Інтернет. Передачі на середніх, коротких та довгих хвилях (279 кГц) зупинені з 1 квітня 2016 року. У більшості будинків встановлені радіорозетки для підключення абонентських гучномовців, але їх мережа поступово скорочується.
Перший національний канал Білоруського радіо транслюється на всю територію Білорусі, частково в Польщі, Литві, Латвії, Росії та Україні.

### Нагороди
За підсумками 2007 року радіостанція відзначена дипломом переможця Національного конкурсу «Бренд року» в споживчій номінації.